# Округ Коуос (Њу Хемпшир)
Коуос (енгл. Coös County) или Кус (енгл. Coos County) је округ у америчкој савезној држави Њу Хемпшир.

## Демографија
По попису из 2010. године број становника је 33.055, што је 56 (-0,2%) становника мање него 2000. године.
| Група             | 2000.          | 2010.          |
| Белци             | 32.337 (97,7%) | 31.801 (96,2%) |
| Афроамериканци    | 40 (0,1%)      | 148 (0,4%)     |
| Азијати           | 123 (0,4%)     | 165 (0,5%)     |
| Хиспаноамериканци | 201 (0,6%)     | 401 (1,2%)     |
| Укупно            | 33.111         | 33.055         |